# Fitosanitari
Un fitosanitari és un producte destinat a la protecció de conreus. La seva acció permet l'adequat desenvolupament sanitari de vegetals que es produeixen amb fins alimentaris o industrials.
Els fitosanitaris poden ser d'origen sintètic o biològic. Es classifiquen d'acord amb la malesa, malaltia o plaga contra la qual estan destinats. Els herbicides controlen les espècies vegetals que envaeixen els cultius, els insecticides controlen els insectes perjudicials, els acaricides, fungicides i bactericides es destinen a combatre àcars, fongs i malalties bacterianes respectivament.
No inclou vacunes, medicaments, antibiòtics, d'ús humà o veterinari, o agents utilitzats en controls biològics. Es tracta de productes que són verins útils, formats per: una matèria activa (activitat contra el patogen), productes inerts sense activitat biològica (donen volum al producte), coadjuvants (productes que milloren les propietats fisico-químiques), i additius (que poden ser adherents, emulgents, colorants, repulsius).
Aquest verins útils, compleixen la doble tasca de controlar malalties endèmiques transmeses per vectors per animals transmissors o depredadors i asseguren una major producció d'aliments. El seu ús indiscriminat i no controlat pot provocar efectes tòxics per l'home i el seu ambient. En conseqüència, l'estat aplica els mecanismes necessaris perquè només puguin comercialitzar-se productes fitosanitaris útils i eficaços per combatre plagues i alhora no tinguin altres riscos, per a poder-se vendre, el fitosanitari ha d'estar autoritzat prèviament i inscrit al Registre Oficial de Productes Fitosanitaris.